# 圣布兰卡
圣布兰卡是巴西圣保罗州的一个市镇。总面积275.004平方公里，总人口15009人，人口密度54.6人/平方公里。